# Microsoft Hyper-V Server
Не путать с ролью Windows Server 2008 под названием Hyper-V
Microsoft Hyper-V Server — бесплатная операционная система с единственной ролью - сервером виртуализации,   её можно скачать с официального сайта Microsoft® в виде ISO-образа диска.

## Установка
Hyper-V Server предусматривает те же требования к оборудованию, что и Server 2008 с Hyper-V. Необходим сервер с:
- x64-совместимым микропроцессором Intel или AMD,
- аппаратно обеспечиваемой виртуализацией (Intel VT или AMD-V)
- поддержкой аппаратного предотвращения выполнения данных (DEP) через XD-разряд Intel или NX-разряд AMD.

Hyper-V Server устанавливается так же, как и Windows Server 2008, с использованием аналогичной интерактивной процедуры установки. По завершении установки предлагается указать длинный пароль для учетной записи администратора, после чего открывается экран типа режима Server Core с 2-я окнами командной строки на пустом рабочем столе.
Из этого интерфейса нельзя устанавливать дополнительные операционные системы. Однако можно выполнить некоторые базовые служебные задания — например, присоединиться к рабочей группе или домену, назначить имя компьютера, задать основные сетевые параметры, добавить локальную учетную запись администратора, выполнить настройку службы обновления Windows, настроить удаленный рабочий стол, задать региональные и языковые параметры, установить дату и время. Для фактической же установки и управления виртуальными машинами необходимо воспользоваться Hyper-V Manager (или другим инструментом, например System Center Virtual Machine Manager 2008) с другого компьютера или сервера.

## История версий
| Версия                           | Дата выхода   | Новые возможности | Системные ограничения |
| -------------------------------- | ------------- | --- | --- |
| Microsoft Hyper-V Server 2008    | октябрь 2008  | | - 24 ядра процессора - 32 ГБ оперативной памяти - 192 активные виртуальные машины - не поддерживает кластеризацию                      |
| Microsoft Hyper-V Server 2008 R2 | сентябрь 2009 | Новые возможности: - Динамическая миграция - Отказоустойчивая кластеризация Обновленные возможности - Поддержка процессоров и памяти - Инструменты настройки сервера | - 256 логических процессоров - 64 ядра процессора - 1 ТБ оперативной памяти - 384 активные виртуальные машины - 16 узлов кластера      |
| Microsoft Hyper-V Server 2012    | октябрь 2012  | Новые возможности: - Работа Hyper-V в роли клиента на домашней ОС в Windows 8 - Модуль Hyper-V для PowerShell - Реплика Hyper-V - Измерение ресурсов - Упрощенная авторизация - SR-IOV - Миграция хранилищ - Хранилище на файловых ресурсах SMB 3.0 - Виртуальное подключение Fibre Channerl - Виртуальная топология NUMA - Поддержка спящего режима Обновленные возможности: - Динамическая память - Импорт виртуальных машин - Динамическая миграция - Существенное увеличение масштаба и повышение устойчивости - Новый формат жесткого диска vhdx - Моментальные снимки виртуальной машины - Виртуальный коммутатор | - 320 логических процессоров - 64 физических процессора - 4 ТБ оперативной памяти - 1024 активных виртуальных машин - 64 узла кластера |
| Microsoft Hyper-V Server 2012 R2 | октябрь 2013  | Новые возможности: - Общий виртуальный жесткий диск - QoS (Storage quality of service) - Второе поколение виртуальных машин - Режим расширенного сеанса - Автоматическая активация виртуальных машин Обновленные возможности: - Изменение размеров виртуального жесткого диска - Динамическая миграция - Службы интеграции - Экспорт виртуальной машины - Отказоустойчивая кластеризация и Hyper-V - Реплика Hyper-V - Поддержка Linux - Управление Hyper-V - Сеть Hyper-V | - 320 логических процессоров - 64 физических процессора - 4 ТБ оперативной памяти - 1024 активных виртуальных машин - 64 узла кластера |
| Microsoft Hyper-V Server 2016    | 2016          | Новые возможности: - Прямое подключение PowerShell - Проброс PCI устройств - Безопасная загрузка Linux - Вложенная виртуализация (Nested virtualization) - Горячее добавление/удаление памяти и сетевых устройств - Службы интеграции доставляемые при помощи Windows Update - Защищенные виртуальные машины - Новая версия виртуальных машин - Контейнерная технология Windows Containers - Обновления кластера Обновленные возможности: - Обновление менеджера Hyper-V - Расширение сетевых возможностей - QoS (Storage quality of service)                                                                           | - требуется процессор с поддержкой технологии SLAT                                                                                     |

## См.также
- Microsoft Hyper-V